# Readahead
Readaheadは、Linuxカーネルのシステムコールで、ファイルの内容をページキャッシュに読み込む。これは、順次アクセスされたファイルをプリフェッチし、そのコンテンツを、HDDよりもRAMから読み込まれるようする。これはファイルアクセスのレイテンシを低くする。
多くのLinuxディストリビューションは、一般よく使われるファイルのリストについてのreadaheadを起動高速化のために用いている。そのような構成では、カーネルがprofileブートパラメータとともにブートしたら、ブート中の全てのファイルアクセスが記録され、後のブートシークエンスで読み込まれるファイルの新しいリストが作られる。これは、追加のインストールされたサービスを高速に開始する。なぜなら、これらのサービスは、デフォルトのreadaheadのリストに含まれていないからである。
systemdを用いるLinuxディストリビューションでは、readaheadのバイナリは（ブートシークエンスの一部としては）systemd-readaheadに置き換えられている。しかしながら、systemdのバージョン 217で、readaheadのサポートは除去された。これは、メンテナンスされておらず、期待されるパフォーマンスの利益を提供できていないことによるとされる。
現在、実験的なページレベルのシステムのプリフェッチが、さらにパフォーマンスを向上させるために開発されている。